# Casa Miclescu
Casa Miclescu, Casa familiei Giurgiuveanu din filmul Felix și Otilia, este o clădire impozantă construită, cu elemente ce amintesc de Stilul brâncovenesc, la începutul secolului al XX-lea. Ea se află pe Șoseaua Kiseleff nr. 35-37, sector 1 din București, printre reședințe de lux și ambasade , și a fost inclusă pe Lista monumentelor istorice din municipiul București din anul 2015, având codul de clasificare B-II-m-B-18996. 
Arhitectul ce a elaborat planurile pentru construcția clădirii nu este cunoscut, sunt opinii care îl indică pe arhitectul Ion Mincu ca fiind autor al acestora. Lucrările au început în anul 1900, dar au fost întrerupte deoarece pictorul G.D. Mirea nu a mai avut bani. Casa a fost cumpărată în 1904 de avocatul Jean Miclescu, un descendent al familiei boierești moldovenești Miclescu, care a dat bani pentru finalizarea construcției. 
În perioada antebelică și apoi și în cea interbelică această clădire a devenit unul dintre cele mai mondene locuri ale Bucureștiului, aici organizându-se baluri elegante și întâlniri săptămânale ale aristocraților acelor vremuri precum membri ai familiilor Cantacuzino, Brâncoveanu, Sturdza, Carp, Băleanu, Balș, Greceanu sau Odobescu. Autoritățile comuniste instalate în România după abdicarea regelui Mihai I al României au decis să nu îi mai plătească pensia colonelului Miclescu, invalid din Primul Război Mondial și fiul primului proprietar, iar fostul ofițer a refuzat în semn de protest să mai achite impozitul pe locuință.  Casa a fost naționalizată de stat în 1948 și trecută în patrimoniul ICRAL Herăstrău, iar bătrânul colonel a primit trei luni de închisoare. Soția colonelului a refuzat să părăsească imobilul, fiind nevoită să se mute în camerele servitorilor. 
ICRAL-ul a închiriat imobilul Uniunii Artiștilor Plastici, care l-a împărțit în 7 apartamente. Printre cei care au locuit aici a fost familia pictorului Ștefan Szönyi. Fiica acestuia, Julieta, a jucat rolul Otiliei în filmul Felix și Otilia.  Colonelul Miclescu, fostul proprietar al clădirii, a refuzat să părăsească imobilul și a devenit chiriaș în propria locuință, locuind astfel timp de aproximativ 40 de ani într-o baie de la subsolul casei.  Generalul francez Charles de Gaulle, devenit președinte al Republicii Franceze, a vizitat România în anul 1968, cerând să-și vadă foștii colegi de la Școala Superioară de Ofițeri de la Saint Cyr. Printre foștii săi colegi a fost colonelul Miclescu. 
Bătrânul colonel Radu Miclescu a decedat în februarie 1990 în mica odaie în care locuise 40 de ani.  Descendentul său Radu Alexandru Miclescu  a vândut drepturile litigioase în 1994 profesorului Sică Pușcoci, impresar sportiv pentru 300000 dolari.
Sică Pușcoci - persoană cu handicap grav, cunoscută în fotbalul românesc drept fost agent de jucători și actualmente profesor la Universitatea de Stat Valahia din Târgoviște , - încearcă de ani buni să găsească o soluție pentru consolidarea și restaurarea imobilului, în acest sens depunând documentația necesara la AMCCRS prin adresa Nr.3613/13.05.2019 . Ministerul Culturii a declanșat o acțiune în instanțăîn 2006, acuzația fiind de ”infracțiunea de distrugere a unui monument istoric”, totuși, Judecătoria Sectorului 1 a decis neînceperea urmăririi penale. ”… neînceperea urmăririi penale pe motiv că legea nu prevede sancționarea pasivității cu privire la degradarea unui monument, ci doar a împiedicării măsurilor de conservare ori de salvare a monumentului”, au decis magistrații.  Primăria Municipiului București dorește exproprierea casei pentru o suma de 1,7 milioane de euro, ca apoi să o vândă la licițație unor persoane private .
Prin decizia Curții de apel Ploiești din 20.04.2021, imobilul a fost declasat și nu mai are calitate de monument istoric. Cu toate acestea, Sică Pușcoci insistă și stăruie în demersurile sale de restaurare și reabilitare a imobilului, infirmând astfel informațiile false lansate în mass-media de către exponenți ai mafiei imobiliare, ce vor să cumpere imobilul la licitație, de la Primarie, la preț derizoriu.    